# Andreas Fanizadeh
Andreas Fanizadeh (* 1963 in St. Johann im Pongau (Österreich)) ist ein Journalist und kulturpolitischer Chefkorrespondent der Berliner Tageszeitung taz. Er war zuvor von Oktober 2007 bis August 2024 deren Leiter des Kulturressorts.

## Werdegang
Fanizadeh studierte in Frankfurt am Main Politik und Literaturwissenschaften und arbeitete danach, von 2000 bis 2007, als Berliner Korrespondent für die Schweizer Wochenzeitung. In den 1990er arbeitete er für den ID-Verlag, der sich seit seiner Gründung 1988 vor allem auf „die Politik der militanten Linken nach 1968“ spezialisiert hatte, und die Edition ID-Archiv, für die er 1993 Lektor wurde. Fanizadeh gab die verlagseigene Zeitschrift Die Beute heraus.